# Iaroslavka
Iaroslavka (en rus: Ярославка) és un poble de l'óblast de Saràtov, a Rússia, segons el cens del 2010 tenia 103 habitants. Pertany al districte municipal de Rtísxevo.